# Olga Ryabinkina
Olga Ryabinkina (Bryansk, 24 de setembro de 1976) é uma ex-atleta russa especializada no arremesso de peso.
Participou dos Jogos de Sydney 2000 e Atenas 2004 sem sucesso. No Campeonato Mundial de Atletismo de 2005, em Helsinque, ficou inicialmente com a medalha de prata, com um arremesso de 19,64 m. Oito anos depois, as amostras de sangue da vencedora Nadzeya Ostapchuk, da Bielorrússia, retiradas naquele evento, foram retestadas por métodos mais modernos e acusaram doping. Seus resultados foram anulados e Ryabinkina herdou a medalha de ouro.